# 밀양 무안리 향나무
밀양 무안리 향나무(密陽 武安里 향나무)는 대한민국 경상남도 밀양시 무안면 무안리에 있는 향나무이다. 1992년 10월 21일 경상남도의 기념물 제119호로 지정되었다.

## 개요
향나무는 우리나라 중부 이남을 비롯해 울릉도와 일본 등에 분포하고 있으며, 상나무·노송나무로도 불린다. 이 나무는 강한 향기를 지니고 있어 제사 때 향을 피우는 용도로도 쓰이며 정원수·공원수로 많이 심는다.
밀양 무안리의 향나무는 무안리 표충비각 뜰 한가운데에 위치하고 있다. 나이는 300년 정도로 추정되며, 높이 1.5m, 가슴높이 둘레 1.1m이다. 향나무는 원래 곧게 자라는 성질을 가지고 있는데, 이 나무는 원줄기를 자르고 옆가지가 팔방으로 뻗게 하여 녹색의 큰 나무 양산을 펼쳐 세워 놓은 것 같은 모습으로 다듬고 가꾼 형태이다. 이와 같은 모양으로 가꿔진 향나무는 전국에서 이곳 밖에 없다.
유래를 보면 1738년에 사명대사의 5대 제자인 남붕선사가 사명대사의 표충비(表忠碑)를 세운 기념으로 심었다고 한다.
밀양 무안리의 향나무는 오랜 세월 사람들의 관심과 보살핌 속에서 자라온 희귀한 형태의 나무로, 현재는 밀양시에서 관리하고 있다.

## 참고 문헌
- 밀양무안리향나무 - 국가유산청 국가유산포털